# Vincents Joachim Hahn
Vincents Joachim Hahn, född den 22 december 1632 i Hinrichshagen, död den 25 januari 1680 i Köpenhamn, var en dansk hovämbetsman. Han var morfar till Anna Sophie Reventlow.
Hahn härstammade från Mecklenburg men kom fem år gammal till Danmark, vann Fredrik III:s gunst och blev 1661 överjägmästare. Kristian V överhopade honom med ynnestbevis, gjorde honom 1677 till meddirektör i generalkommissariatet och 1678 till geheimeråd. Som kungens gunstling utövade Hahn ett stort inflytande i såväl politiska som militära ting. Han hade en viktig roll i Griffenfelds störtande och stort inflytande över skånska krigets planering.